# Casa Ferran Guardiola
La Casa Ferran Guardiola o Casa China es un edificio situado en la calle Consejo de Ciento número 234-236 esquina con  la calle de Muntaner número 54, en la ciudad de Barcelona, Cataluña (España).

## Edificio
Se trata de una obra que el célebre arquitecto valenciano Juan Guardiola realizó como vivienda particular para su hermano Ferran Guardiola. El edificio fue finalizado en el año 1929. 
El edificio posee influencia de la corriente modernista austriaca Sezession y diversos orientalismos insólitos. Fue diseñada por el arquitecto valenciano Juan Guardiola en colaboración con sus hermanos Ferran (director) y Salvador (jefe de obra) e inaugurada el año 1929. Es una obra incluida en el Inventario del Patrimonio Arquitectónico de Cataluña. Destaca por su estilo, que mezcla estilos art déco y modernista
La Casa Ferran Guardiola está ubicada en la isla del distrito de l'Eixample delimitada por las calles Consell de Cent, Aribau, Diputació i Muntaner. Dispone de una única fachada exterior enfrentada al chaflán de las calles Consell de Cent y Muntaner, y una pequeña fachada interior enfrentada al patio de la isla.
Se trata de un edificio entre medianeras de planta poligonal, con una estructura en alzado que consta de planta baja, entresuelo, principal, cuatro plantas piso, ático y sobreàtico, todo cubierto por un terrado transitable. El edificio comprende dos edificios indiferenciados en la fachada, pero con accesos individuales que dan paso a dos zonas de vestíbulo y a dos cieloabiertos en los cuales se localizan las escaleras de los vecinos y los ascensores.
La fachada, de gran monumentalidad, estructura sus aperturas en quince ejes verticales de ritmo regular, formando una composición axial a partir del punto central del chaflán. Igualmente está dividida en tres tramos horizontales.
El primer tramo, con paramento de piedra, comprende la planta baja y el entresuelo. Las aperturas están emmarcadas por monumentales columnas con capiteles inspirados en el orden jónico. Los portales principales, en la zona de intersección entre la zona del chaflán y cada una de las calles donde enfrenta el edificio, son de doble alzado y cubiertas por un monumental arco inspirado en la arquitectura oriental. El resto de aperturas corresponden a locales comerciales.
El tramo central está formado por las cuatro sigüientes plantas, con balcones corridos cerrados por barandillas de hierro en las tres primeras plantas y balcones individuales en la última. En este tramo y en el superior, el paramento está cubierto con estuco amarillento con estilizados esgrafiados geométricos y vegetales de color rojo.
El último tramo está marcado por la cornisa moldurada de coronamiento, que esconde el ático, retirado de la línea de fachada. El eje de simetría del edificio, situado en el centro del chaflán, está remarcado por un conjunto vertical con una anchura de tres aperturas que rompe el esquema descrito. En el tramo central hay dos tribunas, donde la superior sustenta por medio de dos columnas un balcón poligonal. En este eje el ático se apunta en la fachada, con una voluminosa torre, en donde se ubica el sobreático, rematada por dos monumentals pináculos.
Los dos portales de acceso permiten acceder a los vestíbuls, con la misma planta, cada uno decorado con una tonalidad de color. Estos dan acceso a los cielabiertos, también diferenciados en planta, en donde se encuentran en el centro los antiguos ascensores y al fondo las escaleras que permiten acceder a las diversas propiedades horizontales.